# Metopobactrus nadigi
Metopobactrus nadigi är en spindelart som beskrevs av Thaler 1976. Metopobactrus nadigi ingår i släktet Metopobactrus och familjen täckvävarspindlar. Inga underarter finns listade i Catalogue of Life.